# Джуліано Сарті
Джуліано Сарті (італ. Giuliano Sarti, 2 жовтня 1933, Кастелло-д'Арджиле — 5 червня 2017, Флоренція) — італійський футболіст, що грав на позиції воротаря, зокрема за клуби «Фіорентина» та «Інтернаціонале», а також за національну збірну Італії.

## Клубна кар'єра
Народився 2 жовтня 1933 року в місті Кастелло-д'Арджиле. Вихованець юнацьких команд футбольних клубів «Сан Маттео делла Дечима» і «Чентеза».
У дорослому футболі дебютував 1952 року виступами за команду «Бонденезе», в якій провів два сезони. 
Своєю грою за цю команду привернув увагу представників тренерського штабу клубу «Фіорентина», до складу якого приєднався 1954 року. Відіграв за «фіалок» наступні дев'ять сезонів своєї ігрової кар'єри. Більшість часу, проведеного у складі «Фіорентини», був основним воротарем команди, взявши участь у 22о іграх чемпіонату. За цей час виборов титул чемпіона Італії, ставав володарем Кубка Італії і Кубка Кубків УЄФА.
1963 року перейшов до «Інтернаціонале», у складі якого провів наступні п'ять років своєї кар'єри гравця. Граючи у складі «Інтернаціонале» також був основним голкіпером і виходив на поле у 147 матчах Серії А. За цей час додав до переліку своїх трофеїв два титули володаря Кубка чемпіонів УЄФА і два титула володаря Міжконтинентального кубка.
Протягом 1968—1969 років захищав кольори клубу «Ювентус», а завершував ігрову кар'єру у команді «Уніоне Вальдінієволе» в сезоні 1969/70.

## Виступи за збірну
1959 року дебютував в офіційних матчах у складі національної збірної Італії.
Загалом протягом кар'єри у національній команді, яка тривала дев'ять років, провів у її формі 8 матчів.

## Кар'єра тренера
Відразу по завершенні кар'єри гравця, 1970 року, очолив тренерський штаб клубу «Луккезе-Лібертас». Досвід тренерської роботи обмежився цим клубом.
Помер 5 червня 2017 року на 84-му році життя у місті Флоренція.

## Статистика виступів

### Статистика клубних виступів
| Сезон                      | Команда                    | Чемпіонат                  | Чемпіонат | Чемпіонат | Національний кубок | Національний кубок | Національний кубок | Континентальні кубки | Континентальні кубки | Континентальні кубки | Інші змагання | Інші змагання | Інші змагання | Усього | Усього |
| Сезон                      | Команда                    | Ліга                       | Ігор      | Голів     | Ліга               | Ігор               | Голів              | Ліга                 | Ігор                 | Голів                | Ліга          | Ігор          | Голів         | Ігор   | Голів  |
| -------------------------- | -------------------------- | -------------------------- | --------- | --------- | ------------------ | ------------------ | ------------------ | -------------------- | -------------------- | -------------------- | ------------- | ------------- | ------------- | ------ | ------ |
| 1954–55                    | «Фіорентина»               | A                          | 4         | -6        | -                  | -                  | -                  | -                    | -                    | -                    | -             | -             | -             | 4      | -6     |
| 1955–56                    | «Фіорентина»               | A                          | 25        | -16       | -                  | -                  | -                  | -                    | -                    | -                    | -             | -             | -             | 25     | -16    |
| 1956–57                    | «Фіорентина»               | A                          | 22        | -25       | -                  | -                  | -                  | КЧ                   | 4                    | -3                   | -             | -             | -             | 26     | -28    |
| 1957–58                    | «Фіорентина»               | A                          | 29        | -27       | КІ                 | 4                  | -4                 | -                    | -                    | -                    | -             | -             | -             | 33     | -31    |
| 1958–59                    | «Фіорентина»               | A                          | 29        | -30       | КІ                 | 2                  | -4                 | -                    | -                    | -                    | -             | -             | -             | 31     | -34    |
| 1959–60                    | «Фіорентина»               | A                          | 34        | -31       | КІ                 | 4                  | -7                 | -                    | -                    | -                    | -             | -             | -             | 38     | -38    |
| 1960–61                    | «Фіорентина»               | A                          | 21        | -22       | КІ                 | 1                  | -4                 | КВК                  | 1                    | -2                   | -             | -             | -             | 23     | -28    |
| 1961–62                    | «Фіорентина»               | A                          | 30        | -29       | КІ                 | 1                  | -4                 | КВК                  | 2                    | -1                   | -             | -             | -             | 33     | -34    |
| 1962–63                    | «Фіорентина»               | A                          | 26        | –         | КІ                 | 1                  | 0                  | -                    | -                    | -                    | -             | -             | -             | 27     | –      |
| Усього за «Фіорентину»     | Усього за «Фіорентину»     | Усього за «Фіорентину»     | 220       | –6        |                    | 13                 | -23                |                      | 7                    | -6                   |               | -             | -             | 240    | -235   |
| 1963–64                    | «Інтернаціонале»           | A                          | 30+1      | -21 + -2  | КІ                 | 0                  | 0                  | КЧ                   | 9                    | -5                   | -             | -             | -             | 40     | -28    |
| 1964–65                    | «Інтернаціонале»           | A                          | 25        | –         | КІ                 | 3                  | -6                 | КЧ                   | 7                    | -5                   | МКК           | 3             | -1            | 38     | -31    |
| 1965–66                    | «Інтернаціонале»           | A                          | 32        | -27       | КІ                 | 1                  | -2                 | КЧ                   | 6                    | -5                   | МКК           | 2             | 0             | 41     | -34    |
| 1966–67                    | «Інтернаціонале»           | A                          | 31        | -21       | КІ                 | 0                  | 0                  | КЧ                   | 10                   | -5                   | -             | -             | -             | 41     | -26    |
| 1967–68                    | «Інтернаціонале»           | A                          | 29        | -34       | КІ                 | 9                  | -12                | -                    | -                    | -                    | -             | -             | -             | 38     | 46     |
| Усього за «Інтернаціонале» | Усього за «Інтернаціонале» | Усього за «Інтернаціонале» | 147+1     | -122 + -2 |                    | 13                 | –                  |                      | 32                   | –                    |               | 5             | -1            | 198    | -165   |
| 1968–69                    | «Ювентус»                  | A                          | 10        | -10       | КІ                 | 1                  | 0                  | КЯ                   | 0                    | 0                    | -             | -             | -             | 11     | -10    |
| Усього за кар'єру          | Усього за кар'єру          | Усього за кар'єру          | 377+1     | -338 + -2 |                    | 27                 | -43                |                      | 39                   | -26                  |               | 5             | -1            | 449    | -410   |

### Статистика виступів за збірну
| Дата       | Місто     | Господарі | Результат | Гості      | Турнір                             | Голи | Примітки |
| ---------- | --------- | --------- | --------- | ---------- | ---------------------------------- | ---- | -------- |
| 29-11-1959 | Флоренція | Італія    | 1 – 1     | Угорщина   | Кубок Центральної Європи 1955—1960 | -1   | 48'      |
| 10-11-1963 | Рим       | Італія    | 1 – 1     | СРСР       | Відбір до ЧЄ 1964                  | -1   |          |
| 14-12-1963 | Турин     | Італія    | 1 – 0     | Австрія    | товариський матч                   | -    |          |
| 4-11-1964  | Генуя     | Італія    | 6 – 1     | Фінляндія  | Відбір до ЧС 1966                  | -1   |          |
| 1-11-1966  | Мілан     | Італія    | 1 – 0     | СРСР       | товариський матч                   | -    |          |
| 26-11-1966 | Неаполь   | Італія    | 3 – 1     | Румунія    | Відбір до ЧЄ 1968                  | -1   |          |
| 22-3-1967  | Нікосія   | Кіпр      | 0 – 2     | Італія     | Відбір до ЧЄ 1968                  | -    |          |
| 27-3-1967  | Рим       | Італія    | 1 – 1     | Португалія | товариський матч                   | -1   |          |
| Усього     |           | Матчів    | 8         |            | Голів                              | -5   |          |

## Титули і досягнення
- Чемпіон Італії (3):

«Фіорентина»: 1955-1956
«Інтернаціонале»: 1964-1965, 1965-1966
- Володар Кубка Італії (1):

«Фіорентина»: 1960-1961
- Володар Кубка Кубків УЄФА (1):

«Фіорентина»: 1960-1961
- Володар Кубка чемпіонів УЄФА (2):

«Інтернаціонале»: 1963-1964, 1964-1965
- Володар Міжконтинентального кубка (2):

«Інтернаціонале»: 1964, 1965